# Attisches Talent

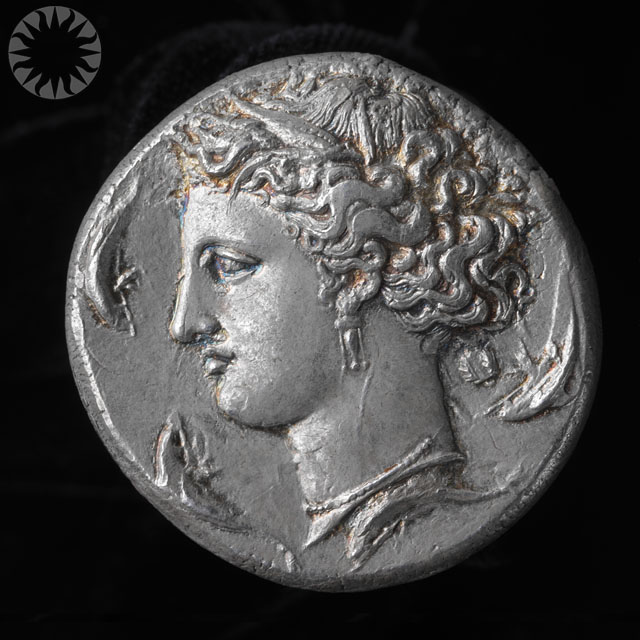
Eine Dekadrachme (10-Drachmen Silber Münze) aus Syrakus, 400 v. Chr. Ein Talent entsprach 600 dieser Dekadrachmen.

Das Attische Talent (griech. τάλαντον, talanton für Waage, Gewicht; lat. talentum), auch als Athenisches Talent oder Griechisches Talent bezeichnet, ist eine antike Maßeinheit der Masse, die ca. 26 kg entspricht. Wie andere antike Maßeinheiten für Massen wurde das Talent durch Aufwägen von reinem Silber (seltener Gold oder Kupfer) als Währung benutzt.
Ursprünglich entsprach einem Talent die Menge an Wasser, die man zum Füllen einer Amphore benötigte, die ein Volumen von 39 Litern hatte.

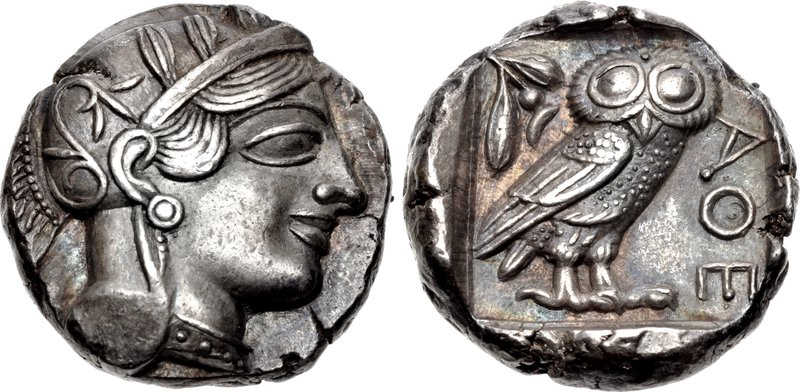
Eine Tetradrachme (4-Drachmen Silber Münze) aus Athen. Ein Talent entsprach 1.500 dieser Tetradrachmen.

Ein attisches Talent entsprach 60 Minen bzw. 6.000 Drachmen oder 36.000 Oboloi. Die Basis des attischen Münzstandards war die Tetradrachme aus Silber mit einem Gewicht von 17,2 Gramm. Daraus kann das Gewicht eines Talent Silber zu 25,8 kg bestimmt werden (1500 Tetradrachmen à 17,2 Gramm).
Das Talent und die Mine sind im Geldsystem aber rein rechnerische Größen, die größte Münze in Athen war die Dekadrachme.

## Unterteilung
Das attische Talent ist wie folgt unterteilt:
|           | Mine | Drachme | Obolus |
| --------- | ---- | ------- | ------ |
| 1 Talent  | 60   | 6.000   | 36.000 |
| 1 Mine    |      | 100     | 600    |
| 1 Drachme |      |         | 6      |

Diese Unterteilung des attischen Talents bleibt in der griechisch-hellenistischen Welt über die Jahrhunderte hinweg unverändert bestehen.

## Kaufkraft
Kaufkraftvergleiche sind generell schwierig, deshalb hier nur einige Zahlen:
Aus seinen Silberbergwerken in Laurion bezog Athen in manchen Jahren 200 Talente Silber, das entspricht 5,2 Tonnen Silber. Nach Thukydides betrug der jährliche Durchschnitt der Einnahmen aus den Beiträgen der Verbündeten im attischen Seebund 600 Talente (15,6 Tonnen Silber), darüber hinaus lagerten auf der Akropolis 6000 Talente Silber (156 Tonnen Silber). Als Gesamtsumme der jährlichen Beiträge waren im attischen Seebund ursprünglich 460 Talente festgesetzt worden, im Jahre 431 v. Chr. bezog Athen aber z. B. nur 430 Talente von seinen Bundesgenossen.
Ein Richter (Heliast) erhielt seit Perikles je Sitzungstag einen Obolus, auf Kleons Veranlassung hin seit 425 v. Chr. drei Oboloi (d. h. eine halbe Drachme) pro Tag. Für einen Obolus erhielt man einen Chous Wein (ca. 3 Liter). Der Eintritt ins Theater kostete 2 Obolen, das entsprach dem Tageslohn der Armen in der Bevölkerung.
In Athen betrug der durchschnittliche Lohn für einen gelernten Arbeiter eine Drachme am Tag gegen Ende des fünften Jahrhunderts und zweieinhalb Drachmen 377 v. Chr. Der Sold eines Hopliten betrug im vierten und fünften Jahrhundert ebenfalls eine Drachme pro Tag. Für 3 Drachmen erhielt man in Athen am Ende des fünften Jahrhunderts einen Medimnos Getreide, das entspricht einer Menge von ca. 52 Liter.
Bei der Errichtung des Parthenon erhielt ein Bildhauer für jede Figur des Frieses 60 Drachmen, wie aus einer Inschrift am Gebäude hervorgeht.
Während des Peloponnesischen Krieges betrug der Sold eines Ruderers (Theten) eine Drachme am Tag. Eine Triere mit 200 Ruderern kostete daher allein an Sold für die Ruderer ein Talent Silber pro Monat. Eine Flotte von hundert Schiffen hatte also pro Monat Lohnkosten von 100 Talenten (2,6 Tonnen Silber) nur für die Ruderer. Nach Meier betrug der Sold für einen Ruderer nur eine halbe Drachme pro Tag: Bei circa 200 Mann Besatzung kostete die Löhnung pro Schiff und Tag rund 100 Drachmen, im Monat 3000, das war ein halbes Talent. Eine Flotte von hundert Schiffen hatte also, falls sie sechs Monate im Dienst war, Lohnkosten von 300 Talenten.